# Biblioteca Digital do Senado Federal
A Biblioteca Digital do Senado Federal (BDSF) é a iniciativa da Biblioteca Acadêmico Luiz Vianna Filho para disponibilizar as publicações editadas pelo Senado Federal , sua coleção de Obras Raras e clippings que mostram a evolução dos principais temas debatidos pelo Congresso Nacional.  São mais de 250 mil itens, entre livros, obras raras, artigos de revista, notícias de jornal, produção intelectual de senadores e servidores do Senado Federal, legislação em texto e áudio, entre outros documentos.
As obras publicadas na BDSF são de domínio público ou possuem direitos autorais cedidos pelos proprietários, possibilitando acesso e download gratuitos de todo seu conteúdo.